# أليكس بينيزيش
أليكس بينيزيش (بالفرنسية: Alix Bénézech) هي ممثلة فرنسية. ولدت يوم 25 سبتمبر 1991 في ألزاس في فرنسا.

## روابط خارجية
- أليكس بينيزيش على موقع IMDb (الإنجليزية)
- أليكس بينيزيش على موقع ألو سيني (الفرنسية)
- أليكس بينيزيش على موقع قاعدة بيانات الفيلم (الإنجليزية)
- أليكس بينيزيش على موقع كينوبويسك (الروسية)